# الفكر الإسلامي على ضوء القرآن الكريم
الرؤية العامّة للفكر الإسلامي على ضوء القران الكريم هو كتاب جمعت فيها دروس ومحاضرات قرآنية في اصول العقائد لمرشد الثورة في إيران علي خامنئي، من قبل مركز صهبا ونشرها باللغة الفارسية وتولت مؤسسات مختلفة بترجمته إلى لغات عديدة كالأنجليزية والعربية.والتي ألقاها في زمن الشاه، عندما كان الخميني في منفاه، وتحت مراقبة اجهزة المخابرات آنذاك (السافاك)، وقد تم اعتقاله بعدها ونفيه.

## المؤلف
علي جواد الحسيني خامنئي، ولد سنة 1939م الموافق 1358 هـ بمدينة مشهد، والده جواد خامنئي، من أبرز علماء مشهد. شارك في الثورة الإسلامية بقيادة مرشدها الخميني، اُعتقل من قبل السواك كما نفي أبان اندلاع الثورة ضد النظام البهلوي، وبعد انتصار الثورة كان الرئيس الثالث الذي اُنتخب لرئاسة الجمهورية بعد الرئيس محمد رجائي والتي امتدت لدورتين، ويحتل حالياً المنصب الأعلى في إيران وهو مرشد الثورة بعد مؤسسها روح الله الخميني، له العديد من المؤلفات، منها: إنسان بعمر 250 سنة، فلسطين في فكر الإمام خامنئي.

## تعريف بالكتاب
الكتاب عبارة عن 28 محاضرة في بيان الاصول العقائدية من خلال الآيات القرآنية، والتي ألقاها علي خامنئي قبل انتصار الثورة الإسلامية في شهر رمضان بمسجد الإمام الحسن المجتبى عام 1974م الموافق إلى 1394 هـ بمدينة مشهد، طرح خامنئي محاضراته تلك بأسلوب عقلي جديد على المجتمع الإيراني، وذلك بسبب الأوضاع السائدة آنذاك ولئلا يُلفت انتباه الاجهزة الامنية المعروفة بالسافاك التي كانت تراقب تحركات انصار الخميني. إلا أنه بعدها تم اعتقاله ونفيه.
تم جمع المحاضرات وضبطها بعد مرور أربعين عاما من إلقائها، من قبل مركز صهبا في إيران ونشرها باللغة الفارسية تحت عنوان (مشروع الفكر الإسلامي في القرآن).
وكان قبل الثورة قد طبع الكتاب في صورة كتيب صغير، ضم مجموع الأوراق التي تحتوي على خلاصة الدروس التي كانت توزع على الحاضرين في الجلسات.

## موضوع الكتاب
يُطرح الكتاب موضوعه في أربعة محاور:
1. الإيمان
2. التوحيد
3. النبوة
4. الولاية

## غاية خامنئي من محاضراته
كان يهدف خامنئي من محاضراته تلك إلى ردّ ماكان رائجاً في كون الدين مجرد دعوة روحانية معنوية لا علاقة لها بمتطلبات الحياة الإنسانية، مبينًا على ان الدين والرؤية المبتنية على تعقل آيات القرآن الكريم رؤية شاملة لكل جوانب الحياة.

## الترجمة
ترجم الكتاب إلى كلا من اللغة العربية والإنكليزية والإلمانية والإطالية والتركية والأذرية والصينية.
وقد تبنت دار المعارف الحكمية بلبنان على يد عباس نور الدين ترجمة الكتاب إلى اللغة العربية وطباعته. وقد تم 2016م إعادة ترجمته من قبل محمد علي آذرشب أستاذ في جامعة طهران، وطبعه في دار المعارف الإسلامية الثقافية.

## خصائص الكتاب
- طُرحت مسائل هذا الكتاب في مرحلة حساسة من تاريخ إيران.
- عرض وبيان المفاهيم والموضوعات العقائدية انطلاقاً من عملية بناء المسؤولية والالتزام العملي

## رأي علي خامنئي في الكتاب
يقول: (لقد قدمت ذات يوم في مشهد بحثاً حول الولاية وقدمت فيه تصوراً جديداً حول قضية الولاية ومعناها، كان الوقت شهر رمضان وكان حديثنا مع الشباب حول التوحيد والنبوة وغيرها ومن ضمنها الولاية، كان بحثاً قرآنياً مميزاً وكاملاً وبعدها طُبع، فقد طُبعت خلاصته في مكان ما، ثم بعد الثورة جاؤوا بالدروس الأساسية فرّغوها وطبعوها؛ كانت أبحاثاً جيدة وجميلة؛ وأنا الآن عندما أنظر فيها أرى أنها كانت أبحاثاً عميقة).